# デソレーション・ローズ
『デソレーション・ローズ』（Desolation Rose）は、スウェーデンのプログレッシブ・ロック・バンド、ザ・フラワー・キングスが2013年に発表した12作目のスタジオ・アルバム。

## 背景
一部の曲は、全メンバーがフェニックス・スタジオに集まり、10日間以上にわたってアイディアを出し合うというプロセスで作曲され、ベーシストのヨナス・レインゴールドは「こうした方法で曲作りしたのは初めてだ」と語っている。歌詞に関してはダークな内容の曲が多く、バンドの中心人物ロイネ・ストルトは「私達が生きている今この時、世界では戦争だけでなく環境問題といった、不安な事態が起きており、暗いニュースに攻めたてられている」、レインゴールドは「人生は常に明るく甘いわけではない。年齢を重ねると、そうした意識が出てくる。若者は私達の提言を煩わしいと思うかもしれないけど、言っておくべき大事なことだ」と語っている。「白いタキシード」は反戦歌で、リチャード・ニクソンがベトナム戦争中に行ったスピーチの録音が引用されている。
収録曲「デソレーション・ロード」をタイトル・トラックとする案もあったが、ストルトによれば、アートワークに描かれたバラの花を見て「road」を「rose」に変えたとのことで、「暗闇の中からも美しい花が育つことを示したかった。人生の闇と光を象徴したと言えるだろう」と説明している。

## 反響・評価
オランダのアルバム・チャートでは、バンドにとって2作目のトップ100アルバムとなり、2013年11月2日付のアルバム・チャートで、前作『バンクス・オヴ・エデン』（2012年）を上回る53位を記録した。アメリカでは、『バンクス・オヴ・エデン』に引き続き『ビルボード』のトップ・ヒートシーカーズ入りを果たし、最高35位を記録した。
『CDジャーナル』のミニ・レビューでは「前作から約１年半というスパンでのリリースは、バンド内の充実ぶりの表われだろうが、持ち前のシンフォニック・ロックの魅力を存分に味わえる仕上がりだ」と評されている。

## 収録曲
特記なき楽曲は作詞・作曲：ロイネ・ストルト。
1. タワーONE "Tower One" - 13:37
2. スリーピング・ボーンズ "Sleeping Bones" - 4:16
  - 作詞：ロイネ・ストルト／作曲：ロイネ・ストルト、ハッセ・フレベリ、トマス・ボディーン、ヨナス・レインゴールド、フェリックス・レーマン
3. デソレーション・ロード "Desolation Road" - 4:00
4. 白いタキシード "White Tuxedos" - 6:30
  - 作詞：ロイネ・ストルト／作曲：ヨナス・レインゴールド
5. よみがえるユダ "The Resurrected Judas" - 8:24
  - 作詞：ロイネ・ストルト／作曲：ロイネ・ストルト、ハッセ・フレベリ、トマス・ボディーン、ヨナス・レインゴールド、フェリックス・レーマン
6. 静かなミサ "Silent Masses" - 6:17
7. 最後の肉食獣 "Last Carnivore" - 4:22
8. ダーク・ファシスト・スカイズ "Dark Fascist Skies" - 6:05
  - 作詞：ロイネ・ストルト／作曲：ロイネ・ストルト、ハッセ・フレベリ、トマス・ボディーン、ヨナス・レインゴールド、フェリックス・レーマン
9. ブラッド・オヴ・エデン "Blood of Eden" - 3:12
10. サイレント・グレイヴヤーズ "Silent Graveyards" - 2:52

### 限定盤ボーナス・ディスク
1. ランナウェイ・トレイン "Runaway Train" - 4:41
  - 作詞：ハッセ・フレベリ／作曲：ロイネ・ストルト、ハッセ・フレベリ、トマス・ボディーン、ヨナス・レインゴールド、フェリックス・レーマン
2. インターステラー・ヴィジテイションズ "Interstellar Visitations" - 8:24
  - 作曲：ロイネ・ストルト
3. レイジー・モンキー "Lazy Monkey" - 2:24
  - 作詞：ロイネ・ストルト／作曲：トマス・ボディーン
4. 讃美歌2013年 "Psalm 2013" - 2:10
  - 作曲：ロイネ・ストルト、ハッセ・フレベリ、トマス・ボディーン、ヨナス・レインゴールド、フェリックス・レーマン
5. ザ・ウェイリング・ウォール "The Wailing Wall" - 3:18
  - 作曲：ロイネ・ストルト
6. バッドビーツ "Badbeats" - 5:24
  - 作曲：ロイネ・ストルト
7. バーニング・スピアーズ "Burning Spears" - 3:15
  - 作曲：ロイネ・ストルト、ハッセ・フレベリ、トマス・ボディーン、ヨナス・レインゴールド、フェリックス・レーマン
8. ザ・ファイナル・エラ "The Final Era" - 2:57
  - 作曲：ロイネ・ストルト、ヨナス・レインゴールド

## 参加ミュージシャン
- ロイネ・ストルト - リードギター、アコースティック・ギター、ボーカル、アディショナル・キーボード
- ハッセ・フレベリ - ボーカル、ギター
- トマス・ボディーン - キーボード、ピアノ、ローズ・ピアノ、ハモンドオルガン、ミニ・モーグ
- ヨナス・レインゴールド - ベース、ボーカル
- フェリックス・レーマン - ドラムス、パーカッション
- ザ・マイティ・クワイア（ロイネ・ストルト、ハッセ・フレベリ、ヨナス・レインゴールド、マイケル・ストルト、デクラン・バーク、ナッド・シルヴァン（英語版）、アンディ・ティリソン（英語版）、エジェル・グルーヴスSr. & Jr.、ダニエル・ゴードン） - クワイア(on #10)